# Pablo Espinosa
Pablo Espinosa Doncel (født 10. marts 1992) er en spansk skuespiller, sanger og musiker. Han er bedst kendt for at spille Tomás i første sæson af Disney Channel tv-serie Violetta.